# 아우토반 72호선
아우토반 72호선(Bundesautobahn 72, BAB 72, A 72)은 독일 바이에른주의 호프에서 출발하여 츠비카우와 켐니츠를 거쳐 보르나까지 이르는 총 연장 170 km의 거리를 이루는 아우토반 노선이다. 그러나 애당초부터 아우토반은 본래 1930년대부터 건설이 개시되었지만, 제2차 세계 대전이 발발됨에 따라 중지되었다. 그러다가 독일이 동서로 갈라지는 바람에 아우토반의 일부 구간 역시 통일 독일 시대 이전까지만 하여도 폐허로 남아 있던 상태이다. 종점부인 라이프치히 나들목에서는 독일 연방도 제2호선과도 직접 접촉하고 있다.

## 주요 교차 도로
- 아우토반 9호선
- 아우토반 93호선
- 아우토반 4호선
- 아우토반 38호선